# Boeing Business Jet
La familia Boeing Business Jet (abreviada como BBJ) son variantes de aviones comerciales de Boeing adaptados al mercado de la aviación corporativa o privada, inicialmente basados en la serie 737. 

## Desarrollo
Estas aeronaves normalmente disponen de asientos para entre 25 y 50 pasajeros dentro de una configuración de lujo. Pueden incluir un dormitorio principal, un baño con ducha, una zona de conferencias/comedor, y una zona de estar. La división Boeing Business Jet, que se dedica a adaptar estos aviones, es una sociedad cuya propiedad se reparte a la mitad entre las compañías Boeing Commercial Airplanes y General Electric.
Boeing adapta todos sus modelos bajo pedido, aunque los más solicitados son los de tamaño pequeño como el 737. La principal crítica de estas adaptaciones es que los modelos pequeños de Boeing son relativamente lentos, si se comparan con los modelos ejecutivos, como los Falcon, Bombardier, Cessna, Gulfstream, etc. 
Otra de sus desventajas es el no disponer de posibles interiores distintos, ni más tanques auxiliares de combustible. La principal ventaja de este avión es que permite, en la configuración ejecutiva de 55 plazas, llevar a ejecutivos sin problemas de tiempo a cualquier aeropuerto del mundo. A estas personas, volando en primera clase en una línea aérea regular, les costaría bastante más que alquilar uno de estos aviones, y en ocasiones, poseerlo.
Otras ventajas de estos aviones, son su tamaño, autonomía, y mayor cantidad de personal con horas de vuelo en una aeronave similar, el 737.

## Variantes

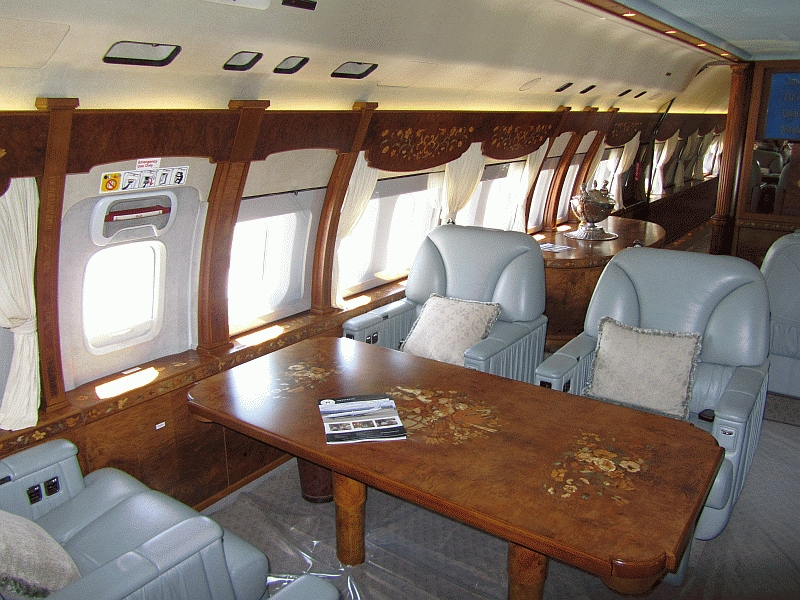
Interior de un Boeing Business Jet.

### Modelos de cabina estrecha
BBJ
También conocido como BBJ1, está basado en el 737-700, y sirvió como base para el desarrollo del 737-700ER. Este fue el primer modelo de la familia BBJ. En servicio con la Fuerza Aérea de los Estados Unidos, recibe la designación C-40B Clipper.
BBJ2
Basado en el 737-800.
BBJ3
Basado en el 737-900ER.
BBJ C
Es una variante de la familia BBJ que incorpora las capacidades de "cambio rápido" del 737-700C. Esto permite que el avión pueda ser usado para transporte ejecutivo durante un vuelo, y ser rápidamente reconfigurado para transporte de carga para el siguiente vuelo.
BBJ MAX 8, BBJ MAX 9
Basados en los modelos Boeing 737 MAX. El 2 de abril de 2014, Boeing hizo oficial el primero de los pedidos de un BBJ MAX, que será entregado en 2018.

### Modelos de cabina ancha
747 VIP
Versión del 747-8 encargada por la división Boeing Business Jet. Actualmente hay siete pedidos de este avión. Tiene un alcance de 17149,52 km.
777 VIP
Versión del 777 encargada por la división Boeing Business Jet. Es una versión modificada del 777-200LR con un alcance de 18705,2 km. Se han producido dos ejemplares hasta la fecha.
787 VIP
Versión del 787-8/-9 encargada por la división Boeing Business Jet. Existen ocho pedidos para este modelo. La variante -8 tiene un alcance de 17594 km y la variante -9 de 18427,3 km.

## Operadores

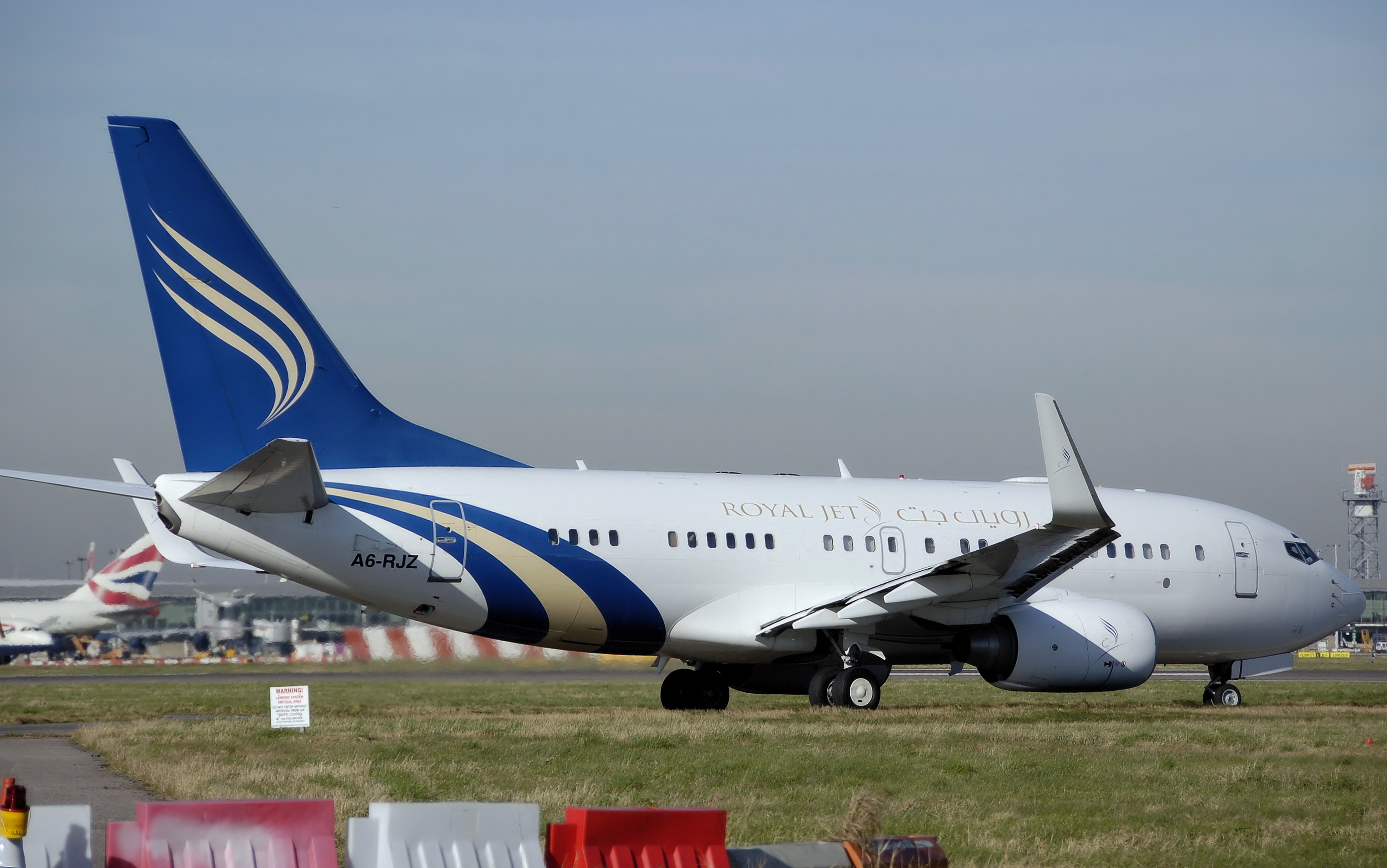
Boeing 737-700/BBJ de la aerolínea Royal Jet de Abu Dhabi.

Boeing 737-700/BBJ Fuerza Aérea Colombiana.

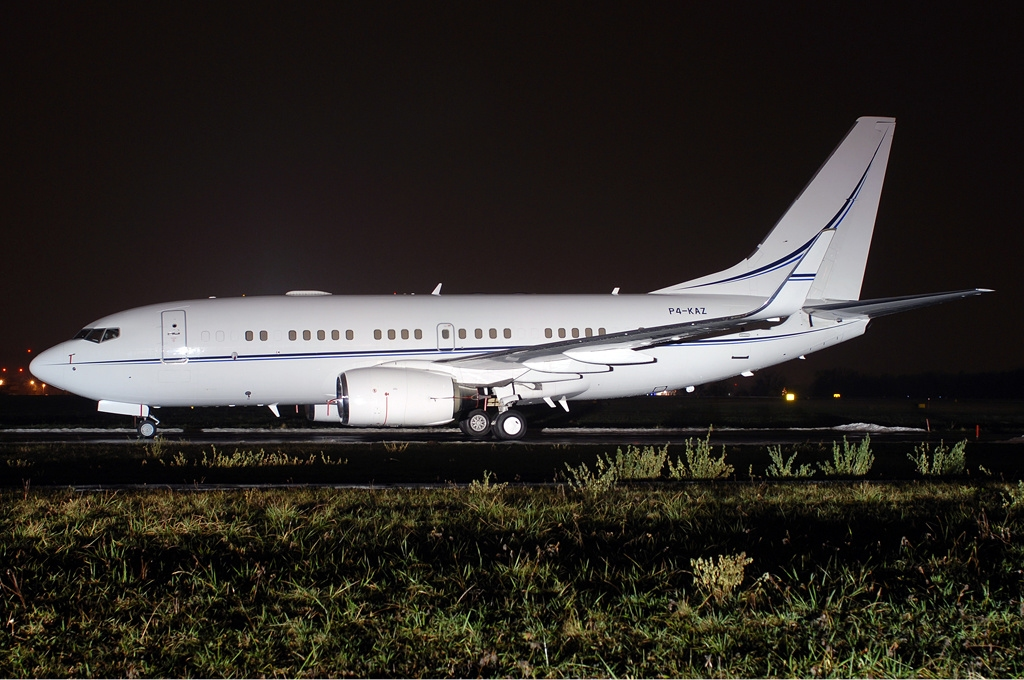
Boeing 737-700/BBJ de las Fuerzas Armadas de la República de Kazajistán.

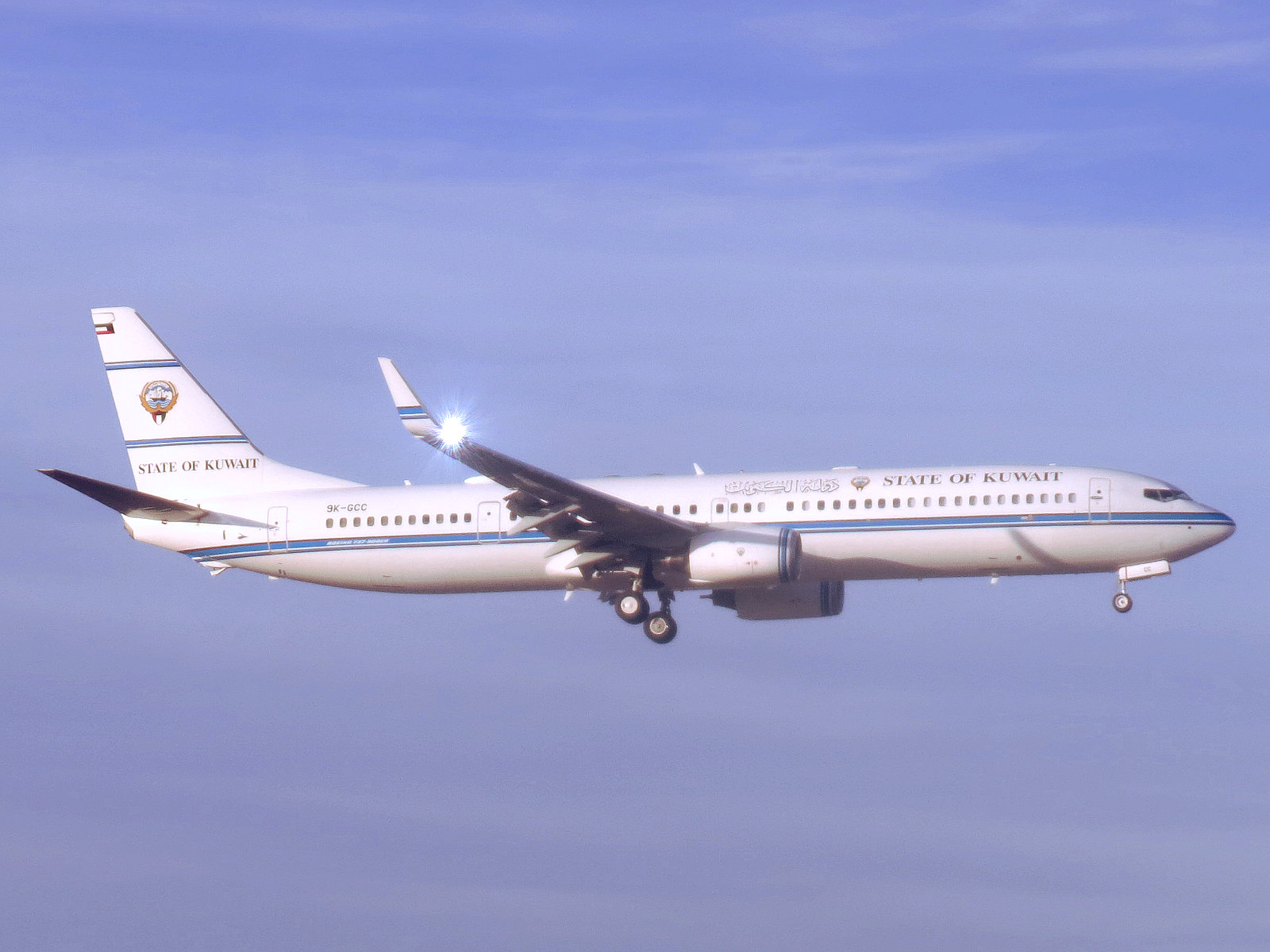
Boeing 737-900(ER)/BBJ3 de Kuwait.

Operadores VIP de Estado
 NígerFuerzas Armadas Nigerinas (1) para vuelos VIP del gobierno.
 AustraliaReal Fuerza Aérea Australiana (2) BBJ737 alquilados.
- No. 34 Squadron RAAF

 BielorrusiaFuerza Aérea y Defensa Aérea de Bielorrusia (1) BBJ2 para vuelos VIP del gobierno.
 ColombiaFuerza Aérea Colombiana (1).
 IndiaFuerza Aérea India (3).
 IndonesiaPresidencia, (1) BBJ2 para vuelos VIP del gobierno.
 KazajistánGobierno de Kazajistán (1).
 KuwaitGobierno de Kuwait (2).
 MadagascarPresidencia (1).
 MalasiaReal Fuerza Aérea de Malasia (1).
 MarruecosReal Fuerza Aérea Marroquí (2).
 NigeriaFuerza Aérea Nigeriana (1).
 CatarQatar Amiri Flight (1).
 SudáfricaFuerza Aérea Sudafricana (1).
 TúnezGobierno (1).
 Emiratos Árabes UnidosRoyal Jet (6) BBJ2 para vuelos VIP del gobierno.

### Pedidos y entregas históricas
| Desglose por aviones | 737 | BBJ | MAX | 757 | 767 | 777 | 787 | 747-400 | 747-8 | Total |
| -------------------- | --- | --- | --- | --- | --- | --- | --- | ------- | ----- | ----- |
| Órdenes              | 16  | 169 | 17  | 5   | 8   | 11  | 15  | 3       | 11    | 255   |
| Entregas             | 16  | 163 | 0   | 5   | 8   | 11  | 12  | 3       | 11    | 229   |
| En Servicio          | 15  | 159 | 0   | 5   | 8   | 8   | 4   | 3       | 6     | 208   |

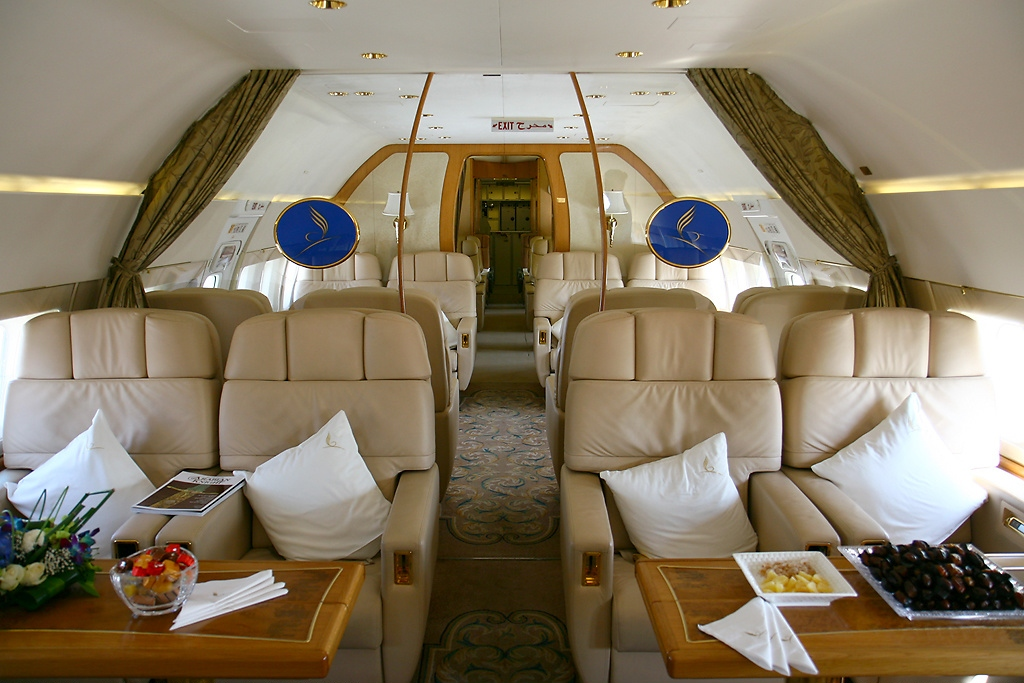
Interior de un BBJ1

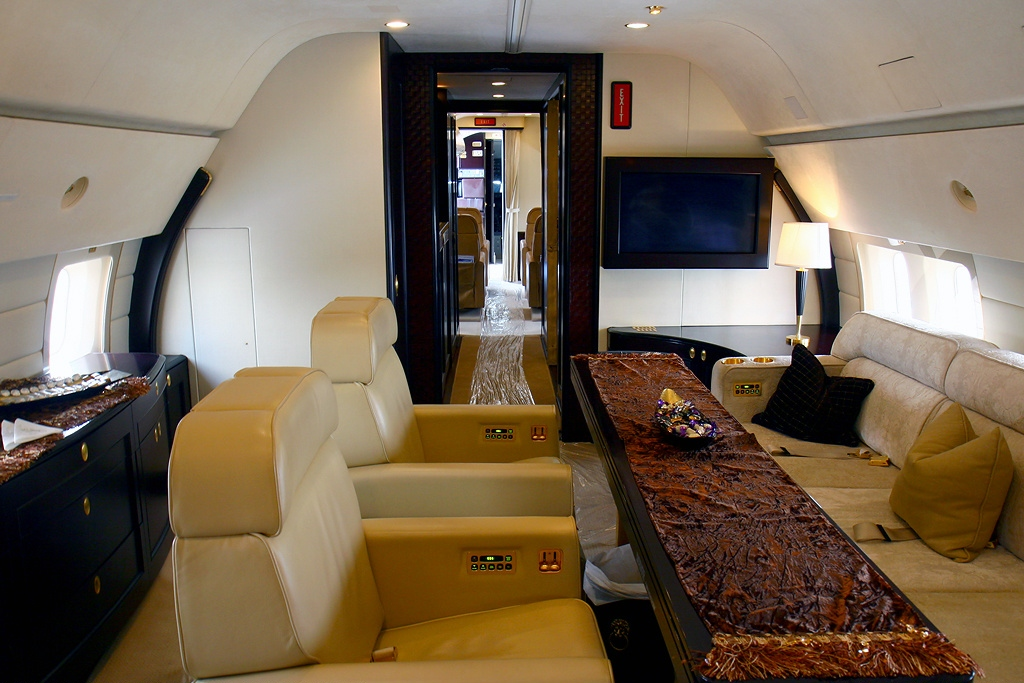
Interior de un BBJ2

Boeing Business Jets Órdenes y Entregas hasta el 31 de diciembre de 2017

## Aeronaves relacionadas

### Desarrollos relacionados
- Boeing 737
- C-40 Clipper
- Boeing 747-8
- Boeing 777
- Boeing 787

### Aeronaves similares
- Embraer Lineage 1000
- Bombardier Global 5000
- Bombardier Global XRS
- Gulfstream V
- Gulfstream G500
- Gulfstream G550
- Gulfstream G650
- Airbus Executive and Private Aviation, modelos Airbus ACJ.
- Airbus A318 Elite